# Doraemon: Nobita no kaitei kiganjō
Série
Doraemon: Nobita no daimakyō
(1982) Doraemon: Nobita no makai daibōken
(1984)
Pour plus de détails, voir Fiche technique et Distribution.
Doraemon: Nobita no kaitei kiganjō (ドラえもん のび太の海底鬼岩城, littéralement « Doraemon : Nobita et le Diabolique Château sous-marin ») est un film japonais réalisé par Tsutomu Shibayama, sorti en 1983.

## Synopsis
Alors que les actualités parlent du triangle des Bermudes, Nobita part faire du camping avec Doraemon et ses amis. Ils ne s'attendent pas à ce que leur périple les mènent jusqu'à l'Atlantide.

## Fiche technique
- Titre : Doraemon: Nobita no kaitei kiganjō
- Titre original : ドラえもん のび太の海底鬼岩城
- Titre anglais : Doraemon: Nobita and the Castle of the Undersea Devil
- Réalisation : Tsutomu Shibayama
- Scénario : Fujiko F. Fujio d'après son manga
- Société de production : Shin-Ei Animation, Shōgakukan et TV Asahi
- Pays :  Japon
- Genre : Animation, aventure, comédie, science-fiction et fantastique
- Durée : 94 minutes
- Dates de sortie : 
  - Japon : 12 mars 1983
  - France : 12 août 2002 sur France 5

## Doublage
- Nobuyo Ōyama : Doraemon
- Noriko Ohara : Nobita Nobi
- Michiko Nomura : Shizuka Minamoto
- Kaneta Kimotsuki : Suneo Honegawa
- Kazuya Tatekabe : Takeshi Goda

## Box-office
Le film a rapporté 16,5 millions de dollars au box-office.